# Anthony F. Ittner

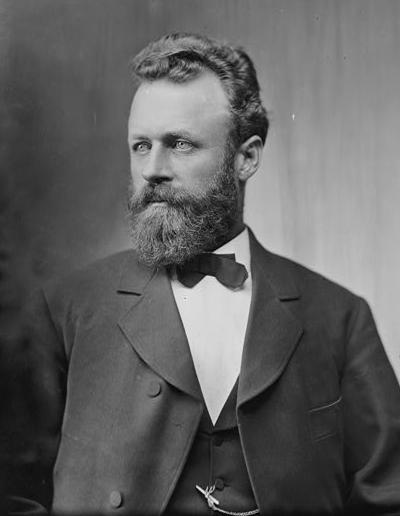
Anthony F. Ittner

Anthony Friday Ittner (* 8. Oktober 1837 in Lebanon, Ohio; † 22. Februar 1931 in St. Louis, Missouri) war ein US-amerikanischer Politiker. Zwischen 1877 und 1879 vertrat er den Bundesstaat Missouri im US-Repräsentantenhaus.

## Werdegang
Im Jahr 1844 zog Anthony Ittner mit seinen Eltern nach St. Louis, wo er die öffentlichen Schulen besuchte. Anschließend machte er eine Lehre als Maurer. Später stellte er Mauersteine her. Politisch schloss sich Ittner der Republikanischen Partei an. Er wurde Mitglied der Staatsmiliz von Missouri und war in den Jahren 1867 und 1867 Stadtrat in St. Louis. Von 1868 bis 1870 war er Abgeordneter im Repräsentantenhaus von Missouri; zwischen 1870 und 1876 saß er im Staatssenat.
Bei den Kongresswahlen des Jahres 1876 wurde Ittner im ersten Wahlbezirk von Missouri in das US-Repräsentantenhaus in Washington, D.C. gewählt, wo er am 4. März 1877 die Nachfolge des Demokraten Edward C. Kehr antrat. Da er im Jahr 1876 auf eine erneute Kandidatur verzichtete, konnte er bis zum 3. März 1879 nur eine Legislaturperioden im Kongress absolvieren.
Nach seinem Ausscheiden aus dem US-Repräsentantenhaus setzte Ittner seine Laufbahn als Hersteller von Mauersteinen fort. Er wurde Präsident der Bundesvereinigung der Baufirmen (National Association of Builders) und der bundesweiten Maurerinnung. Im Jahr 1917 zog er sich aus dem Geschäftsleben in den Ruhestand zurück. Anthony Ittner starb am 22. Februar 1931 im Alter von 93 Jahren.